# Ацуми, Киёси
Киёси Ацуми (яп. 渥美清  Ацуми Киёси), настоящее имя: Ясуо Тадокоро (яп. 田所 康雄  Тадокоро Ясуо) 10 марта 1928, Токио, Япония — 4 августа 1996, там же) — японский комедийный актёр театра, кино и телевидения. Хотя Киёси Ацуми почти неизвестен за пределами родной Японии, он был весьма любим своими соотечественниками, воплотив образ простодушного, но неуклюжего добряка Тора-сана в 48-ми кинолентах цикла фильмов «Мужчине живётся трудно» (1969—1995). В течение последних трёх десятилетий XX века японцы с нетерпением ожидали появления новых серий злоключений незадачливого героя. На пике популярности Ацуми, один из критиков резюмировал: «лицо актёра японцам известно лучше, нежели лицо императора».

## Биография

#### Ранние годы
Ясуо Тадокоро (его настоящее имя) родился в Токио в семье газетного репортёра Томодзиро Тадокоро (в прошлом учителя начальной школы) и его жены, домохозяйки Тацу (время от времени, чтобы свести концы с концами, она подрабатывала шитьём на дому). К моменту появления на свет будущего актёра в семействе уже был один ребёнок — шестилетний брат Кэнъитиро (впоследствии он умер двадцатипятилетним). Большую часть своего детства Киёси провёл в токийском районе Итабаси, где обучался в младших классах средней школы Сугамо (ныне Sugamo High School). Учился он неважно, зачастую получая плохие отметки. С началом Второй мировой войны, ему, как и большинству других детей пришлось работать на производстве. Он стоял на сборке радиаторов для самолётов. В переходном возрасте подросток связался с дурной компанией, был лидером банды уличных хулиганов и иногда попадал в полицейский участок. В 1945 году Киёси с грехом пополам окончил среднюю школу.
После войны продолжил криминальную жизнь в суровом мире молодых мелких головорезов, крутившихся вокруг станции Уэно. Как ни странно, и сам Ацуми, и некоторые из этих «бунтовщиков без причины» впоследствии стали весьма уважаемыми людьми (среди них были даже, будущий университетский преподаватель и представитель министерства финансов). Основным направлением деятельности Киёси была незаконная контрабанда риса из Сендая в Токио, широко распространённая в практике тех голодных послевоенных лет. Он носил гладкую причёску и имел некоторых друзей среди рэкетиров более крупного масштаба.
Его жизнь изменилась в лучшую сторону, когда он присоединился к небольшой передвижной театральной труппе, где поначалу ему доверяли лишь вспомогательные работы, как например, поднятие занавеса. Но, к июню 1951 года он, пройдя обучение, стал выступать в качестве комика, развлекая публику в квартале Асакуса, затем в известном стрип-шоу France-za, из которого вышло много известных комедиантов. В 1954 году Киёси перенёс тяжёлое заболевание: у него диагностировали туберкулёз, в результате чего вырезали правое лёгкое. После этого Киёси стал вести более спокойный и размеренный образ жизни, обращая пристальное внимание на своё здоровье. Вернувшийся в 1956 году после болезни назад в France-za, он был замечен охотниками за талантами с телекомпании Fuji TV, нанявшей его для различных шоу на тогда ещё только формировавшемся малом экране. Затем он заключил контракт с телекомпанией NHK, где прославился уже на всю Японию. В сезоне 1962 года появился в мыльной опере O-ban (Fuji TV), в которой сыграл тип развязного деревенщины, полного жизненных сил, напористого и с непреодолимым комическим очарованием.

#### Карьера в кино
В кино он начал сниматься в небольших ролях ещё с 1958 года. Первая заметная его работа в кинематографе — роль у режиссёра Ёситаро Номуры в комедии «Со всей любовью к Его Величеству», ставшей большим хитом в киносезоне 1963 года. На следующий год было снято два продолжения «Со всей любовью к Его Величеству 2» и «Со всей любовью к Премьер-министру».
В 1968 году начинается новый этап его карьеры. Телекомпания Fuji TV пригласила Киёси на роль Тора-сана в комедийный сериал «Мужчине живётся трудно», сценаристом которого был Ёдзи Ямада. Сериал имел большой успех и когда главный герой умер в заключительной серии, телекомпанию завалили буквально мешками писем возмущённых телезрителей, для которых Тора-сан стал родным. Так маркетинговой службе кинокомпании «Сётику» пришла мысль продолжить жизнь Тора-сана уже на большом экране. Постановку поручили Ёдзи Ямаде, Тора-сана вновь играл Ацуми. Компания «Сётику», переживавшая в тот момент, как и другие киностудии, серьёзные финансовые трудности, даже не представляла, что этот проект окажется настолько успешным, что спасёт фирму от банкротства. Было признано, что основной удачей фильма стало приглашение на главную роль Киёси Ацуми. Его персонаж — Торадзиро Курума (или попросту Тора-сан) родился в бедной семье в Ситамати, у него буйный непоседливый нрав, всю жизнь он, торговец вразнос, кочует из города в город, временами возвращаясь в родной дом, где живут его дядя, тётя и любимая сестра Сакура. Большое человеческое обаяние артиста проявилось в этой роли в полной мере. Грандиозный успех в прокате побудил руководство «Сётику» на продолжение, а затем ещё и ещё… Так, за четверть века (с 1969-го по 1995 годы) было снято 48 эпизодов, официально занесённого в «Книгу рекордов Гиннеса» как самого продолжительного в истории кино сериала с одним героем. Сериал бы снимался и далее, если бы не безвременная смерть актёра в 1996 году от рака лёгкого. Его смерть, а вместе с ней, окончание любимого сериала оплакивали миллионы японцев.
Киёси Ацуми до самого конца жизни отказывался от какого-либо обнародования фактов из своей личной жизни. Это касалось и его смерти. Семья Ацуми скрывала смерть актёра в течение четырёх дней. Только его жена Масако и двое их детей присутствовали на его кремации. Даже режиссёр Ёдзи Ямада узнал о смерти звезды большинства его фильмов только после того, как он ушёл, как и любой обычный человек, без лишней суеты и церемоний.

## Награды и номинации
| Награда                      | Год  | Категория                              | Фильм | Результат |
| ---------------------------- | ---- | -------------------------------------- | --- | --------- |
| Кинопремия Японской академии | 1978 | Лучшая мужская роль                    | Деревня восьми могил Мужчине живётся трудно. Фильм 19: Торадзиро и барин Мужчине живётся трудно. Фильм 20: Держись, Торадзиро! | Номинация |
| Кинопремия Японской академии | 1979 | Лучшая мужская роль                    | Мужчине живётся трудно. Фильм 21: Торадзиро шагает по своему пути Мужчине живётся трудно. Фильм 22: Слухи о Торадзиро          | Номинация |
| Кинопремия Японской академии | 1980 | Лучшая мужская роль                    | Мужчине живётся трудно. Фильм 23: Парящий в воздухе Торадзиро Мужчине живётся трудно. Фильм 24: Весеннее сновидение Торадзиро  | Номинация |
| Кинопремия Японской академии | 1981 | Специальная премия                     | за его работу в серии фильмов «Мужчине живётся трудно»                                                                         | Победа    |
| Кинопремия Японской академии | 1981 | Лучшая мужская роль                    | Мужчине живётся трудно. Фильм 25: Торадзиро — цветок гибискуса                                                                 | Номинация |
| Кинопремия Японской академии | 1982 | Лучшая мужская роль                    | Мужчине живётся трудно. Фильм 26: Песня сизой чайки Торадзиро Мужчине живётся трудно. Фильм 27: Осакская любовь Торадзиро      | Номинация |
| Кинопремия Японской академии | 1983 | Специальная премия                     | | Победа    |
| Кинопремия Японской академии | 1987 | Лучшая мужская роль                    | Мужчине живётся трудно. Фильм 36: Вложивший душу в Сибамата Последний дубль                                                    | Номинация |
| Кинопремия Японской академии | 1997 | Специальная премия президента академии | за пожизненные достижения (посмертно)                                                                                          | Победа    |
| Кинопремия «Голубая лента»   | 1983 | Лучшая мужская роль                    | Мужчине живётся трудно. Фильм 30: Торадзиро — в цветах и в буре                                                                | Победа    |
| Кинопремия «Голубая лента»   | 1996 | Специальная премия                     | | Победа    |
| Кинопремия «Голубая лента»   | 1997 | Специальная премия                     | за карьеру (посмертно) | Победа    |
| Кинопремия «Майнити»         | 1970 | Лучшая мужская роль                    | Мужчине живётся трудно Мужчине живётся трудно. Продолжение Мужественная женщина                                                | Победа    |
| Кинопремия «Майнити»         | 1997 | Специальная премия                     | за карьеру (посмертно) | Победа    |
| Nikkan Sports Film Award     | 1988 | Лучшая мужская роль                    | Мужчине живётся трудно. Фильм 39: Повесть о Торадзиро                                                                          | Победа    |
| Nikkan Sports Film Award     | 1996 | Специальная премия                     | за карьеру (посмертно) | Победа    |
| Кинопремия «Кинэма Дзюмпо»   | 1970 | Лучшая мужская роль                    | Мужчине живётся трудно | Победа    |
| Hochi Film Awards            | 1996 | Лучшая мужская роль                    | за карьеру (посмертно) | Победа    |

## Фильмография
| Избранная фильмография актёрских работ Киёси Ацуми | Избранная фильмография актёрских работ Киёси Ацуми                         | Избранная фильмография актёрских работ Киёси Ацуми | Избранная фильмография актёрских работ Киёси Ацуми | Избранная фильмография актёрских работ Киёси Ацуми             | Избранная фильмография актёрских работ Киёси Ацуми | Избранная фильмография актёрских работ Киёси Ацуми |
| Год                                                | Русское название                                                           | Оригинальное название                              | Название на ромадзи                                | Английское название в международном прокате                    | Режиссёр                                           | Роль                                               |
| -------------------------------------------------- | -------------------------------------------------------------------------- | -------------------------------------------------- | -------------------------------------------------- | -------------------------------------------------------------- | -------------------------------------------------- | -------------------------------------------------- |
| 1950-е годы                                        |                                                                            |                                                    |                                                    |                                                                |                                                    |                                                    |
| 1958                                               | «---»                                                                      | おトラさん大繁盛                                   | Otorasan daihanjô                                  |                                                                | Мотоёси Ода                                        | Хатта                                              |
| 1960-е годы                                        |                                                                            |                                                    |                                                    |                                                                |                                                    |                                                    |
| 1961                                               | «Пин-стрип боссы»                                                          | 縞の背広の親分衆                                   | Shima no sebiro no oyabunsho                       | Pin-Stripe Bosses                                              | Юдзо Кавасима                                      | Хораваки                                           |
| 1961                                               | «Галька в луже»                                                            | 水溜り                                             | Mizu tamari                                        | Pebbles in the Puddle                                          | Кадзуо Иноуэ                                       | мужчина средних лет                                |
| 1961                                               | «Дайте мне обняться»                                                       | 抱いて頂戴                                         | Daite chōdai                                       |                                                                | Соноёсива Иваки                                    | гуру                                               |
| 1961                                               | «Красные цветы ада»                                                        | 地獄に真紅な花が咲く                               | Jigoku ni makkana hanagasaku                       | Red Flowers of Hell                                            | Киёси Саэки                                        |                                                    |
| 1961                                               | «Наглый парень»                                                            | 図々しい奴                                         | Zuuzuushī yatsu                                    |                                                                | Тисато Икома                                       | командир                                           |
| 1961                                               | «Затягивающее соперничество Обона»                                         | 漫画横丁 アトミックのおぼん 女親分対決の巻         | Atomic no obon, onna oyabuntaiketsu no maki        | Obon's Dipping Contest                                         | Кодзо Саэки                                        |                                                    |
| 1961                                               | «Дни юности Дзиротё: Самый молодой босс региона Токай»                     | 若き日の次郎長 東海一の若親分                      | Wakaki hi no Jirochō: Tōkai ichi no wakaoyabun     | Jirocho's Days of Youth: The Youngest Boss in the Tokai Region | Масахиро Макино                                    | Цунагоро Канто                                     |
| 1961                                               | «Токийский патруль: Два стильных полицейских»                              | 東京パトロール 粋な二人のお巡りさん                | Tōkyō patorōru ikina futari no omawarisan          |                                                                | Киёси Саэки                                        |                                                    |
| 1961                                               | «Снег в южных морях»                                                       | 南の島に雪が降る                                   | Minami no shima ni yukigafuru                      | Snow in the South Seas                                         | Сэйдзи Хисамацу                                    | младший сержант Аота                               |
| 1962                                               | «Японская бабушка»                                                         | 喜劇 にっぽんのお婆あちゃん                        | Kigeki: Nippon no oba-chan                         | Old Japanese Woman                                             | Тадаси Имаи                                        | полицейский                                        |
| 1962                                               | «Дни юности Дзиротё: Вихрь на Токайдо»                                     | 若き日の次郎長 東海道のつむじ風                    | Wakaki hi no Jirochō: Tōkaidō no tsumujikaze       | Jirocho' s Days of Youth: Whirlwind on the Tokaido             | Масахиро Макино                                    | Цунагоро Канто                                     |
| 1962                                               | «Хорошие негодяи»                                                          | 美男の顔役                                         | Binan no kaoyaku                                   | Good Rascals                                                   | Тадаси Савасима                                    | Усимацу                                            |
| 1962                                               | «Дочь из Токио»                                                            | 東京さのさ娘                                       | Tōkyō sa no sa musume                              |                                                                | Кинъя Сакаи                                        | Кантаро Сугимото                                   |
| 1963                                               | «Крылья Тихого океана»                                                     | 太平洋の翼                                         | Taiheiyo no tsubasa                                | Attack Squadron!                                               | Сюэ Мацубаяси                                      | Тангэ                                              |
| 1963                                               | «Пой, молодёжь!»                                                           | 歌え若人達                                         | Utae Wakôdotachi                                   | Sing, Young People! / Sing, Youngsters!                        | Кэйсукэ Киносита                                   | таксист                                            |
| 1963                                               | «Без роду и племени»                                                       | 無宿人別帳                                         | Mushukunin-betsuchô                                | Escape from Hell                                               | Кадзуо Иноуэ                                       | Итибэй                                             |
| 1963                                               | «Смерч»                                                                    | つむじ風                                           | Tsumujikaze                                        | Whirlwind                                                      | Нобору Накамура                                    | Дзинтаро Дзиннай                                   |
| 1963                                               | «Со всей любовью к Его Величеству»                                         | 拝啓天皇陛下様                                     | Haikei tenno heika sama                            | Dear Emperor / To Your Majesty the Emperor                     | Ёситаро Номура                                     | Сосукэ Ямада                                       |
| 1963                                               | «Забавный парень»                                                          | おかしな奴                                         | Okashina yatsu                                     |                                                                | Тадаси Савасима                                    | Касо Санютэй                                       |
| 1964                                               | «Со всей любовью к Его Величеству 2»                                       | 続・拝啓天皇陛下様                                 | Zoku Haikei Tenno Heika Sama                       | Dear Emperor 2                                                 | Ёситаро Номура                                     | Сосукэ Ямада                                       |
| 1964                                               | «Круглый дурак»                                                            | 馬鹿まるだし                                       | Baka marudashi                                     |                                                                | Ёдзи Ямада                                         | Манъян                                             |
| 1964                                               | «Со всей любовью к Премьер-министру»                                       | 拝啓総理大臣様                                     | Haikei sôri daijin sama                            | Dear Prime Minister                                            | Ёситаро Номура                                     | Сумимару Цурукава                                  |
| 1964                                               | «Я телохранитель»                                                          | 僕はボディガード                                   | Ore wa bodigado                                    |                                                                | Сэйдзи Хисамацу                                    | Иппэй Кита                                         |
| 1964                                               | «Гламурный призрак»                                                        | 散歩する霊柩車                                     | Sanpo suru reikyusha                               | The Glamorous Ghost                                            | Хадзимэ Сато                                       | Сабуро Мори                                        |
| 1965                                               | «Песнь Бвана Тоси»                                                         | ブワナ・トシの歌                                   | Buwana Toshi no uta                                | The Song of Bwana Toshi                                        | Сусуму Хани                                        | Тоси                                               |
| 1966                                               | «Ностальгия и закон»                                                       | 望郷と掟                                           | Bōkyō to okite                                     | Homesickness and the Rules / The Betrayers Out                 | Ёситаро Номура                                     | Яманэ                                              |
| 1966                                               | «Где-то»                                                                   | 何処へ                                             | Izuko e                                            | To Somewhere                                                   | Кодзо Саэки                                        | Тотаро Ногути                                      |
| 1966                                               | «Избегайте удачи»                                                          | 運が良けりゃ                                       | Un ga yokerya                                      |                                                                | Ёдзи Ямада                                         | Инкё                                               |
| 1966                                               | «Одинокий якудза Токидзиро из Куцукакэ»                                    | 沓掛時次郎 遊侠一匹                                | Kutsukake Tokijiro - yukyo ippiki                  | Tokijiro of Kutsukake                                          | Тай Като                                           | Минобу                                             |
| 1966                                               | «Юная госпожа Охана»                                                       | おはなはん                                         | Ohana han                                          | Miss Ohana                                                     | Ёситаро Номура                                     |                                                    |
| 1966                                               | «Мать и одиннадцать детей»                                                 | かあちゃんと１１人の子ども                         | Kaachan to 11-nin no kodomo                        | Mother and Her Eleven Children                                 | Хэйноскэ Госё                                      | Садахару Ёсида                                     |
| 1967                                               | «Железнодорожная комедия» («Поезд-экспресс»)                               | 喜劇 急行列車                                      | Kigeki: Kyûkô ressha                               | Express Train                                                  | Масахару Сэгава                                    | Гоити Аоки                                         |
| 1967                                               | «Железнодорожная комедия 2» («Местная линия любви»)                        | 喜劇 団体列車                                      | Kigeki: Dantai ressha                              | Local Line Love                                                | Масахару Сэгава                                    | Хикоити Ямакава                                    |
| 1967                                               | «---»                                                                      | 父子草                                             | Chichiko gusa                                      | Green Light to Joy                                             | Сэйдзи Маруяма                                     | Ёситаро Хираи                                      |
| 1967                                               | «Если вы мужчина, не оглядывайтесь»                                        | 男なら振りむくな                                   | Otoko nara furimukuna                              | If You’re a Man, Don’t Look Back                               | Ёситаро Номура                                     | отец Ямадзуми                                      |
| 1968                                               | «Железнодорожная комедия 3» («Новогодняя поездка»)                         | 喜劇 初詣列車                                      | Kigeki: hatsumōde ressha                           | Comedy Train Series: New Year Trip                             | Масахару Сэгава                                    | Синсаку Уэда                                       |
| 1968                                               | «Неоновые джунгли»                                                         | ネオン太平記                                       | Neon taiheiki                                      | The Neon Jungle                                                | Тадахико Исоми                                     | Каору Гэйбой                                       |
| 1968                                               | «Сексплуататоры»                                                           | 喜劇爬虫類                                         | Kigeki hachurui                                    | The Sexploiters                                                | Юсукэ Ватанабэ                                     | Сэки                                               |
| 1968                                               | «Сожжённая карта»                                                          | 燃えつきた地図                                     | Moetsukita chizu                                   | The Ruined Map                                                 | Хироси Тэсигахара                                  | Тасиро                                             |
| 1968                                               | «Возраст японских партизан»                                                | 日本ゲリラ時代                                     | Nippon gerira jidai                                | Age of Japanese Guerrillas                                     | Юсукэ Ватанабэ                                     |                                                    |
| 1968                                               | «Средь бела дня, без запретов»                                             | 白昼堂々                                           | Hakuchû dôdô                                       | In Broad Daylight, without Inhibitions                         | Ёситаро Номура                                     | Кацудзи «Ватакацу» Ватанабэ                        |
| 1968                                               | «Гионский праздник»                                                        | 祇園祭                                             | Gion matsuri                                       | Festival of Gion                                               | Дайскэ Ито, Тэцуя Яманоути                         | Ихэи                                               |
| 1968                                               | «Сборщики металлолома»                                                     | スクラップ集団                                     | Sukurappu shûdan                                   | Scrap Collectors                                               | Томотака Тадзака                                   | Хосу                                               |
| 1968                                               | «Мужчине живётся трудно» (ТВ сериал)                                       | 男はつらいよ                                       | Otoko wa tsurai yo                                 | It's Tough Being a Man                                         | Синъити Кобаяси                                    | Торадзиро Курума (Тора-сан)                        |
| 1969                                               | «Самый большой подонок»                                                    | でっかいでっかい野郎                               | Dekkai dekkai yarō                                 | Big, Big Fellow                                                | Ёситаро Номура                                     | Мацудзиро Минамида                                 |
| 1969                                               | «Цветы и ссоры Хибари и Хаси»                                              | ひばり・橋の花と喧嘩                               | Hibari-Hashi no Hana to kenka                      | Hibari and Hashi’s Flowers and Quarrels                        | Ёситаро Номура                                     | Хитоси                                             |
| 1969                                               | «Мужчине живётся трудно»                                                   | 男はつらいよ                                       | Otoko wa tsurai yo                                 | It's Tough Being a Man                                         | Ёдзи Ямада                                         | Торадзиро Курума (Тора-сан)                        |
| 1969                                               | «Мужественная женщина»                                                     | 女は度胸                                           | Kigeki: Onna wa dokyô                              |                                                                | Адзума Морисаки                                    | Цутомуёси Момояма                                  |
| 1969                                               | «Мужчине живётся трудно. Продолжение»                                      | 続・男はつらいよ                                   | Zoku otoko wa tsurai yo                            | Tora-San's Cherished Mother (Tora-San, Part 2)                 | Ёдзи Ямада                                         | Торадзиро Курума (Тора-сан)                        |
| 1970-е годы                                        |                                                                            |                                                    |                                                    |                                                                |                                                    |                                                    |
| 1970                                               | «Мужчине живётся трудно. Фильм 3: Его нежная любовь»                       | 男はつらいよ フーテンの寅                          | Otoko wa tsurai yo: Fûten no Tora                  | Tora-san, His Tender Love (Tora-San, Part 3)                   | Адзума Морисаки                                    | Торадзиро Курума (Тора-сан)                        |
| 1970                                               | «Мужчине живётся трудно. Фильм 4: Большие планы Тора-сана»                 | 新・男はつらいよ                                   | Shin otoko wa tsurai yo                            | ora-san's Grand Scheme / Tora-san 4)                           | Синъити Кобаяси                                    | Торадзиро Курума (Тора-сан)                        |
| 1970                                               | «Жить завтра»                                                              | 明日また生きる                                     | Ashita mata ikiru                                  |                                                                | Кадзуо Кавабэ                                      | Кимура                                             |
| 1970                                               | «Мужчине живётся трудно. Фильм 5: О тоске по родине»                       | 男はつらいよ 望郷篇                                | Otoko wa tsurai yo: Boukyou hen                    | Tora-san's Runaway (Tora-san 5)                                | Ёдзи Ямада                                         | Торадзиро Курума (Тора-сан)                        |
| 1970                                               | «Тора! Тора! Тора!» (США—Япония)                                           |                                                    |                                                    | Tora! Tora! Tora!                                              | Ричард Флейшер, Киндзи Фукасаку, Тосио Масуда      | корабельный кок                                    |
| 1970                                               | «Семья»                                                                    | 家族                                               | Kazoku                                             | Where Spring Comes Late                                        | Ёдзи Ямада                                         | человек на пароме                                  |
| 1971                                               | «Мужчине живётся трудно. Фильм 6: История бескорыстного чувства»           | 男はつらいよ 純情篇                                | Otoko wa tsurai yo: Junjô hen                      | Tora-san's Shattered Romance (Tora-san 6)                      | Ёдзи Ямада                                         | Торадзиро Курума (Тора-сан)                        |
| 1971                                               | «Мужчине живётся трудно. Фильм 7: История борьбы»                          | 男はつらいよ 奮闘篇                                | Otoko wa tsurai yo: Funto hen                      | Tora-san, the Good Samaritan (Tora-san 7)                      | Ёдзи Ямада                                         | Торадзиро Курума (Тора-сан)                        |
| 1971                                               | «Мужчине живётся трудно. Фильм 8: Любовная песня Торадзиро»                | 男はつらいよ 寅次郎恋歌                            | Otoko wa tsurai yo: Torajiro koiuta                | Tora-san's Love Call (Tora-san 8)                              | Ёдзи Ямада                                         | Торадзиро Курума (Тора-сан)                        |
| 1972                                               | «О, мои безмолвные друзья»                                                 | あゝ声なき友                                       | Aa koe naki tomo                                   | My Voiceless Friends                                           | Тадаси Имаи                                        | Тамидзи Нисияма                                    |
| 1972                                               | «Мужчине живётся трудно. Фильм 9: Родной дом в Сибамата»                   | 男はつらいよ 柴又慕情                              | Otoko wa tsurai yo: Shibamata bojo                 | Tora-san's Dear Old Home (Tora-san 9)                          | Ёдзи Ямада                                         | Торадзиро Курума (Тора-сан)                        |
| 1972                                               | «Родина» (в СССР — «Когда сжигаются корабли»)                              | 故郷                                               | Furusato                                           | Home from the Sea                                              | Ёдзи Ямада                                         | Мацусита                                           |
| 1972                                               | «Мужчине живётся трудно. Фильм 10: Сновидение Торадзиро»                   | 男はつらいよ 寅次郎夢枕                            | Otoko wa tsurai yo: Torajiro yumemakura            | Tora-san's Dream-Come-True (Tora-san 10)                       | Ёдзи Ямада                                         | Торадзиро Курума (Тора-сан)                        |
| 1973                                               | «Мужчине живётся трудно. Фильм 11: Незабудка Торадзиро»                    | 男はつらいよ 寅次郎忘れな草                        | Otoko wa tsurai yo: Torajiro wasurenagusa          | Tora-san's Forget Me Not (Tora-san 11)                         | Ёдзи Ямада                                         | Торадзиро Курума (Тора-сан)                        |
| 1973                                               | «Мужчине живётся трудно. Фильм 12: Мой Тора-сан»                           | 男はつらいよ 私の寅さん                            | Otoko wa tsurai yo: Watashi no tora-san            | Tora-san Loves an Artist (Tora-san 12)                         | Ёдзи Ямада                                         | Торадзиро Курума (Тора-сан)                        |
| 1974                                               | «Сердце Токио»                                                             | 東京ド真ン中                                       | Tokyo do mannaka                                   | Heart of Tokyo                                                 | Ёситаро Номура                                     | дядя Ясуэ Кинносукэ                                |
| 1974                                               | «Мужчине живётся трудно. Фильм 13: Осунувшийся от любви Торадзиро»         | 男はつらいよ 寅次郎恋やつれ                        | Otoko wa tsurai yo: Torajiro koiyatsure            | Tora-san's Lovesick (Tora-san 13)                              | Ёдзи Ямада                                         | Торадзиро Курума (Тора-сан)                        |
| 1974                                               | «Крепость на песке»                                                        | 砂の器                                             | Suna no utsuwa                                     | Castle of Sand                                                 | Ёситаро Номура                                     | менеджер кинотеатра                                |
| 1974                                               | «Мужчине живётся трудно. Фильм 14: Колыбельная Торадзиро»                  | 男はつらいよ 寅次郎子守唄                          | Otoko wa tsurai yo: Torajiro komoriuta             | Tora-san's Lullaby (Tora-san 14)                               | Ёдзи Ямада                                         | Торадзиро Курума (Тора-сан)                        |
| 1975                                               | «Мужчине живётся трудно. Фильм 15: Зонтик Торадзиро»                       | 男はつらいよ 寅次郎相合い傘                        | Otoko wa tsurai yo: Torajiro aiaigasa              | Tora-san's Rise and Fall (Tora-san 15)                         | Ёдзи Ямада                                         | Торадзиро Курума (Тора-сан)                        |
| 1975                                               | «Единомышленники»                                                          | 同胞                                               | Harakara                                           | The Village                                                    | Ёдзи Ямада                                         | начальник пожарной охраны                          |
| 1975                                               | «Дружба»                                                                   | 友情                                               | Yūjō                                               |                                                                | Акира Миядзаки                                     | Гэнтаро Ядзава                                     |
| 1975                                               | «Мужчине живётся трудно. Фильм 16: Желание выбиться в люди Кацусика»       | 男はつらいよ 葛飾立志篇                            | Otoko wa tsurai yo: Katsushika risshihen           | Tora-san, the Intellectual (Tora-san 16)                       | Ёдзи Ямада                                         | Торадзиро Курума (Тора-сан)                        |
| 1976                                               | «Мужчине живётся трудно. Фильм 17: Восход и багряный закат Торадзиро»      | 男はつらいよ 寅次郎夕焼け小焼け                    | Otoko wa tsurai yo: Torajiro yuuyake koyake        | Tora-san's Sunrise and Sunset (Tora-san 17)                    | Ёдзи Ямада                                         | Торадзиро Курума (Тора-сан)                        |
| 1976                                               | «Мужчине живётся трудно. Фильм 18: Собрание возвышенных чувств Торадзиро»  | 男はつらいよ 寅次郎純情詩集                        | Otoko wa tsurai yo: Torajirô junjô shishû          | Tora's Pure Love (Tora-san 18)                                 | Ёдзи Ямада                                         | Торадзиро Курума (Тора-сан)                        |
| 1977                                               | «Мужчине живётся трудно. Фильм 19: Торадзиро и барин»                      | 男はつらいよ 寅次郎と殿様                          | Otoko wa tsurai yo: Torajirô to tonosama           | Tora-san Meets His Lordship (Tora-san 19)                      | Ёдзи Ямада                                         | Торадзиро Курума (Тора-сан)                        |
| 1977                                               | «Жёлтый платочек счастья»                                                  | 幸福の黄色いハンカチ                               | Shiawase no kiiroi hankachi                        | The Yellow Handkerchief                                        | Ёдзи Ямада                                         | Ватанабэ                                           |
| 1977                                               | «Деревня восьми могил»                                                     | 八つ墓村                                           | Yatsuhaka-mura                                     | Village of Eight Gravestones                                   | Ёситаро Номура                                     | Коскэ Киндаити                                     |
| 1977                                               | «Мужчине живётся трудно. Фильм 20: Держись, Торадзиро!»                    | 男はつらいよ 寅次郎頑張れ！                        | Otoko wa tsurai yo: Torajiro gambare!              | Tora-san Plays Cupid (Tora-san 20)                             | Ёдзи Ямада                                         | Торадзиро Курума (Тора-сан)                        |
| 1978                                               | «Мужчине живётся трудно. Фильм 21: Торадзиро шагает по своему пути»        | 男はつらいよ 寅次郎わが道をゆく                    | Otoko wa tsurai yo: Torajiro wagamichi wo yuku     | Stage-struck Tora-san (Tora-san 21)                            | Ёдзи Ямада                                         | Торадзиро Курума (Тора-сан)                        |
| 1978                                               | «Август без императора»                                                    | 皇帝のいない八月                                   | Kôtei no inai hachigatsu                           | August without Emperor                                         | Сацуо Ямамото                                      | Кубо                                               |
| 1978                                               | «Мужчине живётся трудно. Фильм 22: Слухи о Торадзиро»                      | 男はつらいよ 噂の寅次郎                            | Otoko wa tsurai yo: Uwasa no Torajirô              | Talk of the Town Tora-san (Tora-san 22)                        | Ёдзи Ямада                                         | Торадзиро Курума (Тора-сан)                        |
| 1979                                               | «Удивительный мир музыки»                                                  | 俺たちの交響楽                                     | Oretachi no kōkyōgaku                              | Wonderful World of Music                                       | Ёситака Асама                                      | Нисимото                                           |
| 1979                                               | «Мужчине живётся трудно. Фильм 23: Парящий в воздухе Торадзиро»            | 男はつらいよ 翔んでる寅次郎                        | Otoko wa tsurai yo: Tonderu Torajirô               | Tora-san, the Matchmaker (Tora-san 23)                         | Ёдзи Ямада                                         | Торадзиро Курума (Тора-сан)                        |
| 1979                                               | «Мужчине живётся трудно. Фильм 24: Весеннее сновидение Торадзиро»          | 男はつらいよ 寅次郎春の夢                          | Otoko wa tsurai yo: Torajirô haru no yume          | Tora-san's Dream of Spring (Tora-san 24)                       | Ёдзи Ямада                                         | Торадзиро Курума (Тора-сан)                        |
| 1980-е годы                                        |                                                                            |                                                    |                                                    |                                                                |                                                    |                                                    |
| 1980                                               | «Зов далёких гор» (в СССР — «Эхо далёких гор»)                             | 遙かなる山の呼び声                                 | Haruka naru yama no yobigoe                        | A Distant Cry from Spring                                      | Ёдзи Ямада                                         | Кондо                                              |
| 1980                                               | «Мужчине живётся трудно. Фильм 25: Торадзиро — цветок гибискуса»           | 男はつらいよ 寅次郎ハイビスカスの花                | Otoko wa tsurai yo: Torajiro haibisukasu no hana   | Tora's Tropical Fever (Tora-san 25)                            | Ёдзи Ямада                                         | Торадзиро Курума (Тора-сан)                        |
| 1980                                               | «Мужчине живётся трудно. Фильм 26: Песня сизой чайки Торадзиро»            | 男はつらいよ 寅次郎かもめ歌                        | Otoko wa tsurai yo: Torajiro kamome uta            | Foster Daddy, Tora! (Tora-san 26)                              | Ёдзи Ямада                                         | Торадзиро Курума (Тора-сан)                        |
| 1981                                               | «Мужчине живётся трудно. Фильм 27: Осакская любовь Торадзиро»              | 男はつらいよ 浪花の恋の寅次郎                      | Otoko wa tsurai yo: Naniwa no koi no Torajirô      | Tora-san's Love in Osaka (Tora-san 27)                         | Ёдзи Ямада                                         | Торадзиро Курума (Тора-сан)                        |
| 1981                                               | «Мужчине живётся трудно. Фильм 28: Торадзиро и бумажный фонарь»            | 男はつらいよ 寅次郎紙風船                          | Otoko wa tsurai yo: Torajiro kamifusen             | Tora-san's Promise (Tora-san 28)                               | Ёдзи Ямада                                         | Торадзиро Курума (Тора-сан)                        |
| 1982                                               | «Мужчине живётся трудно. Фильм 29: Торадзиро и любовь гортензии»           | 男はつらいよ 寅次郎あじさいの恋                    | Otoko wa tsurai yo: Torajiro ajisai no koi         | Hearts and Flowers for Tora-san (Tora-san 29)                  | Ёдзи Ямада                                         | Торадзиро Курума (Тора-сан)                        |
| 1982                                               | «Мужчине живётся трудно. Фильм 30: Торадзиро — в цветах и в буре»          | 男はつらいよ 花も嵐も寅次郎                        | Otoko wa tsurai yo: Hana mo arashi mo Torajirô     | Tora-san, the Expert (Tora-san 30)                             | Ёдзи Ямада                                         | Торадзиро Курума (Тора-сан)                        |
| 1983                                               | «Мужчине живётся трудно. Фильм 31: Путешествие, женщина и Торадзиро»       | 男はつらいよ 旅と女と寅次郎                        | Otoko wa tsurai yo: Tabi to onna to Torajirô       | Tora-san's Song of Love (Tora-san 31)                          | Ёдзи Ямада                                         | Торадзиро Курума (Тора-сан)                        |
| 1983                                               | «Мужчине живётся трудно. Фильм 32: Тора-сан ударился в религию»            | 男はつらいよ 口笛を吹く寅次郎                      | Otoko wa tsurai yo: Kuchibue wo fuku Torajirô      | Tora-san Goes Religious? (Tora-san 32)                         | Ёдзи Ямада                                         | Торадзиро Курума (Тора-сан)                        |
| 1984                                               | «Мужчине живётся трудно. Фильм 33: Задыхающийся в ночном тумане Торадзиро» | 男はつらいよ 夜霧にむせぶ寅次郎                    | Otoko wa tsurai yo: Yogiri ni musebu torajiro      | Marriage Counselor Tora-san (Tora-san 33)                      | Ёдзи Ямада                                         | Торадзиро Курума (Тора-сан)                        |
| 1984                                               | «Мужчине живётся трудно. Фильм 34: Истинный путь Торадзиро»                | 男はつらいよ 寅次郎真実一路                        | Otoko wa tsurai yo: Torajirô shinjitsu ichiro      | Tora-san's Forbidden Love (Tora-san 34)                        | Ёдзи Ямада                                         | Торадзиро Курума (Тора-сан)                        |
| 1985                                               | «Мужчине живётся трудно. Фильм 35: Любимая школа Торадзиро»                | 男はつらいよ 寅次郎恋愛塾                          | Otoko wa tsurai yo: Torajirô ren'ai juku           | Tora-san, the Go-between (Tora-san 35)                         | Ёдзи Ямада                                         | Торадзиро Курума (Тора-сан)                        |
| 1985                                               | «Мужчине живётся трудно. Фильм 36: Вложивший душу в Сибамата»              | 男はつらいよ 柴又より愛をこめて                    | Otoko wa tsurai yo: Shibamata yori ai wo komete    | Tora-san's Island Encounter (Tora-san 36)                      | Ёдзи Ямада                                         | Торадзиро Курума (Тора-сан)                        |
| 1986                                               | «Последний дубль»                                                          | キネマの天地                                       | Kinema no tenchi                                   | Final Take: The Golden Age of Movies                           | Ёдзи Ямада                                         | Кихати                                             |
| 1986                                               | «Мужчине живётся трудно. Фильм 37: Мечты Торадзиро о синей птице»          | 男はつらいよ 幸福の青い鳥                          | Otoko wa tsurai yo: Shiawase no aoi tori           | Tora-san's Bluebird Fantasy (Tora-san 37)                      | Ёдзи Ямада                                         | Торадзиро Курума (Тора-сан)                        |
| 1987                                               | «Мужчине живётся трудно. Фильм 38: Путешествие Торадзиро на север»         | 男はつらいよ 知床慕情                              | Otoko wa tsurai yo: Shiretoko bojô                 | Tora-san Goes North (Tora-san 38)                              | Ёдзи Ямада                                         | Торадзиро Курума (Тора-сан)                        |
| 1987                                               | «Мужчине живётся трудно. Фильм 39: Повесть о Торадзиро»                    | 男はつらいよ 寅次郎物語                            | Otoko wa tsurai yo: Torajiro monogatari            | Tora-san Plays Daddy (Tora-san 39)                             | Ёдзи Ямада                                         | Торадзиро Курума (Тора-сан)                        |
| 1987                                               | «Двенадцать пар глаз»                                                      | 二十四の瞳                                         | Nijushi no hitomi                                  | Twenty-Four Eyes / Children on the Island                      | Ёситака Асама                                      | рассказчик                                         |
| 1988                                               | «Городские герои»                                                          | ダウンタウン・ヒーローズ                           | Dauntaun hirozu                                    | Downtown Heroes                                                | Ёдзи Ямада                                         | Наваоскэ, повар                                    |
| 1988                                               | «Мужчине живётся трудно. Фильм 40: Юбилейный салат Торадзиро»              | 男はつらいよ 寅次郎サラダ記念日                    | Otoko wa tsurai yo: Torajiro sarada kinenbi        | Tora-san's Salad-Day Memorial (Tora-san 40)                    | Ёдзи Ямада                                         | Торадзиро Курума (Тора-сан)                        |
| 1989                                               | «Мужчине живётся трудно. Фильм 41: Любовное путешествие Торадзиро»         | 男はつらいよ 寅次郎心の旅路                        | Otoko wa tsurai yo: Torajiro kokoro no tabiji      | Tora-San Goes to Vienna (Tora-san 41)                          | Ёдзи Ямада                                         | Торадзиро Курума (Тора-сан)                        |
| 1989                                               | «Мужчине живётся трудно. Фильм 42: Дядя Торадзиро»                         | 男はつらいよ ぼくの伯父さん                        | Otoko wa tsurai yo: Boku no ojisan                 | Tora-san, My Uncle (Tora-san 42)                               | Ёдзи Ямада                                         | Торадзиро Курума (Тора-сан)                        |
| 1990-е годы                                        |                                                                            |                                                    |                                                    |                                                                |                                                    |                                                    |
| 1990                                               | «Мужчине живётся трудно. Фильм 43: Торадзиро берёт отпуск»                 | 男はつらいよ 寅次郎の休日                          | Otoko wa tsurai yo: Torajiro no kyuujitsu          | Tora-san Takes a Vacation (Tora-san 43)                        | Ёдзи Ямада                                         | Торадзиро Курума (Тора-сан)                        |
| 1991                                               | «Мужчине живётся трудно. Фильм 44: Признание Торадзиро»                    | 男はつらいよ 寅次郎の告白                          | Otoko wa tsurai yo: Torajiro no kokuhaku           | Tora-san Confesses (Tora-san 44)                               | Ёдзи Ямада                                         | Торадзиро Курума (Тора-сан)                        |
| 1992                                               | «Мужчине живётся трудно. Фильм 45: Весна Торадзиро»                        | 男はつらいよ 寅次郎の青春                          | Otoko wa tsurai yo: Torajiro no seishun            | Tora-San Makes Excuses (Tora-san 45)                           | Ёдзи Ямада                                         | Торадзиро Курума (Тора-сан)                        |
| 1993                                               | «Школа»                                                                    | 学校                                               | Gakko                                              | A Class to Remember                                            | Ёдзи Ямада                                         | отец Яоя                                           |
| 1993                                               | «Мужчине живётся трудно. Фильм 46: Торадзиро делает предложение»           | 男はつらいよ 寅次郎の縁談                          | Otoko wa tsurai yo: Torajiro no endan              | Tora-san's Marriage Proposal (Tora-san 46)                     | Ёдзи Ямада                                         | Торадзиро Курума (Тора-сан)                        |
| 1994                                               | «Мужчине живётся трудно. Фильм 47: Уважаемый господин Торадзиро Курума»    | 男はつらいよ 拝啓 車寅次郎様                       | Otoko wa tsurai yo: Haikei, Kuruma Torajiro sama   | Tora-san's Easy Advice (Tora-san 47)                           | Ёдзи Ямада                                         | Торадзиро Курума (Тора-сан)                        |
| 1995                                               | «Мужчине живётся трудно. Фильм 48: Алый цветок Торадзиро»                  | 男はつらいよ 寅次郎 紅の花                         | Otoko wa tsurai yo: Torajiro kurenai no hana       | Tora-san to the Rescue (Tora-san 48 the final)                 | Ёдзи Ямада                                         | Торадзиро Курума (Тора-сан)                        |

## Комментарии
1. ↑  В советском прокате фильм демонстрировался с февраля 1969 года, р/у Госкино СССР № 2214/68 (до 1 июля 1975 года) — опубликовано: «Каталог фильмов действующего фонда. Выпуск II: Зарубежные художественные фильмы», Инф.-рекл. бюро упр. кинофикации и кинопроката комитета по кинематографии при Совете министров СССР, М.-1972, С. 69.
2. ↑  В советском прокате фильм демонстрировался с августа 1972 года — опубликовано: журнал для работников кинопроката «Новые фильмы» 1972/8 стр. 26.
3. ↑  В советском прокате фильм демонстрировался с сентября 1978 года, р/у Госкино СССР № 2452/77 (до 29 декабря 1984 года) — опубликовано: «Аннотированный каталог фильмов действующего фонда: Зарубежные художественные фильмы», В/О «Союзинформкино» Гл. упр. кинофикации и кинопроката Госкино СССР, М.-1980, С. 95.
4. ↑  В советском прокате фильм демонстрировался с января 1981 года, р/у Госкино СССР № 2122/80 — опубликовано: «Аннотированный каталог фильмов действующего фонда, выпущенных в 1981 году», В/О «Союзинформкино» Гл. упр. кинофикации и кинопроката Госкино СССР, М.-1982, С. 126-127.
5. ↑  В советском прокате фильм демонстрировался с марта 1981 года, р/у Госкино СССР № 2215/80 (до 20 июня 1987 года) — опубликовано: «Аннотированный каталог фильмов, выпущенных в 1981 году. В/О «Союзинформкино», Госкино СССР, М.-1982, стр. 112.
6. ↑  В советском прокате фильм демонстрировался с марта 1982 года, р/у Госкино СССР № 19024/81 — опубликовано: «Аннотированный каталог фильмов действующего фонда, выпущенных в 1982 году», В/О «Союзинформкино» Гл. упр. кинофикации и кинопроката Госкино СССР, М.-1983, С. 123.
7. ↑  В советском прокате фильм демонстрировался с марта 1989 года, р/у Госкино СССР № 1811588 — опубликовано: "Аннотированный каталог фильмов 1 квартала 1989 года. В/О «Союзинформкино», Госкино СССР, М.-1989, стр. 30.